# Radslut
Radslut avser slutet av en enkel textrad eller teckenrad, vars textinnehåll därefter fortsätter på en ny rad. Observera att ett radslut inte nödvändigtvis behöver sammanfalla med ett meningslut, som då avslutas med en slutpunkt.
Vid citering av dikter etc., där radernas längd har betydelse för läsningen, används snedstreck (/) omgivet av mellanrum på vardera sida för att indikera ett radslut:
- De fem första raderna ur William Shakespeares sonett Shall I compare thee to a summer's day? lyder:
"Shall I compare thee to a summer's day? / Thou art more lovely and more temperate: / Rough winds do shake the darling buds of May, / And summer's lease hath all too short a date: / Sometime too hot the eye of heaven shines,".